# Bird Cove
Bird Cove is een gemeente (town) in de Canadese provincie Newfoundland en Labrador, in het noorden van het eiland Newfoundland.

## Geschiedenis
In 1977 werd het dorp een gemeente met de status van local government community (LGC). In 1980 werden LGC's op basis van de Municipalities Act als bestuursvorm afgeschaft. De gemeente werd daarop automatisch een community om een aantal jaren later uiteindelijk een town te worden.

## Geografie
Bird Cove ligt op het Great Northern Peninsula van Newfoundland. De gemeente ligt in het uiterste noordwesten van dat eiland, op een vijftal kilometer van Route 430. De plaats grenst in het oosten van Brig Bay. Net ten westen van de dorpskern ligt het kleine Dog Peninsula, dat ook tot het grondgebied van Bird Cove behoort.

## Demografie
Demografisch gezien is Bird Cove, net zoals de meeste kleine dorpen op Newfoundland, aan het krimpen. Tussen 1981 en 2021 daalde de bevolkingsomvang van 400 naar 175. Dat komt neer op een daling van 225 inwoners (-56,3%) in 40 jaar tijd.
| Demografische ontwikkeling van Bird Cove tussen 1951 en 2021    |
| --------------------------------------------------------------- |
|                                                                 |
| Bron: Statistics Canada (1991–1996, 2001–2006, 2011–2016, 2021) |